# Paolo Tagliavento

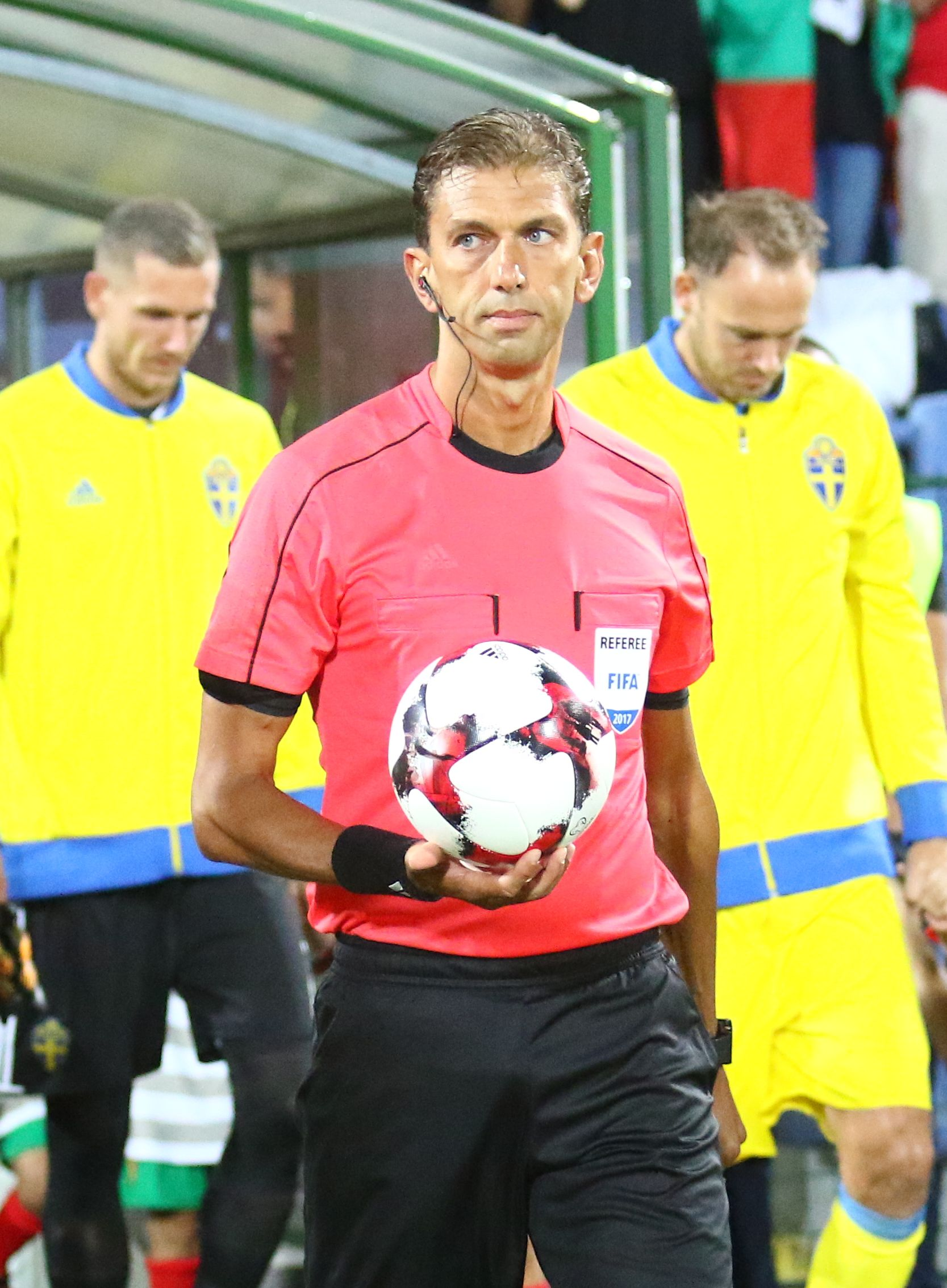
Paolo Tagliavento (2017)

Paolo Tagliavento (* 19. September 1972 in Terni, Umbrien) ist ein ehemaliger italienischer Fußballschiedsrichter.
Er leitete Spiele in der Serie A sowie auch in der UEFA Champions League und der UEFA Europa League. Er hat auch im alten UEFA-Pokal gepfiffen. Seit Mai 2005 ist er national, seit 2007 ist er international tätig. Im Zivilberuf ist er Frisör.